# Hermann König (matemático, 1892)
Hermann König (Berlim, 25 de outubro de 1892 – Hitzacker, 8 de novembro de 1978) foi um matemático alemão.

## Vida
Hermann König estudou matemática na Universidade de Göttingen, onde obteve um doutorado em 1920, orientado por Carl Runge e Ludwig Prandtl, com a tese Die Bewegung des rotierenden Langgeschosses.

## Obras
- Die Bewegung des rotierenden Langgeschosses. Dissertation, Universität Göttingen, Dieterich, Göttingen, 1919
- com Carl Runge: Vorlesungen über Numerisches Rechnen. in: Grundlehren der mathematischen Wissenschaften in Einzeldarstellungen mit besonderer Berücksichtigung der Anwendungsgebiete, Vol. 11., J. Springer, Berlin, 1924
- Die Ermittlung des Kippmoments eines Konverters (Mitteilung aus dem Institut für Mathematik und Mechanik an der Bergakademie Clausthal). in: Bericht des Stahlwerksausschusses des Vereins deutscher Eisenhüttenleute, Nr 193., Verlag Stahleisen, Düsseldorf, 1930
- Bestimmung von Oberflächen dichter und poriger Körper. Verlag Stahleisen, Düsseldorf, 1934
- com Hermann Meinert: Veränderlichkeit der Kippmomente des Konverters durch Zustandsänderungen und Möglichkeiten zu ihrer Regelung (Mitteilung aus dem Institut für Mathematik und Mechanik an der Bergakademie Clausthal). Verlag Stahleisen, Düsseldorf, 1937
- com Siegfried Valentiner: Vektoren und Matrizen. in: Sammlung Göschen ; Vol. 354/354a, 4. Ed, (11., erweiterte Auflage der Vektoranalysis), de Gruyter, Berlin, 1967 ISBN 3-1110-0310-8
- Zur Spektraltheorie in lokalkonvexen Algebren. in: Sonderforschungsbereich 72, No 8., Sonderforschungsbereich 72, Universität, Bonn, 1973